# 長谷美希
長谷美希（日语：／ Hase Miki，1990年1月23日—），日本女性配音員、舞台演員。出身於廣島縣廣島市。81 Produce所屬（2012年4月1日加入）。

## 人物簡介
日本大學畢業。松濤Actor's Gymnasium在學中出演動畫《世紀末超自然學院》、《B型H系》累積實績。並於在學中獲得第4屆81 audition優秀獎。
也有參加劇團伊莉莎白的舞台公演活動。
與同行潘惠美、歐力士野牛選手吉田一將都是日本大學同屆生。
興趣、特長：新體操、琴、津輕三味線。

## 演出作品

### 電視動畫
2010年
- 世紀末超自然學院（園童）
- B型H系（井香織）

2011年
- Rio RainbowGate！（女高中生）

2012年
- 卡片鬥爭!! 先導者 亞洲巡迴賽篇（烏茲拉·遠藤）

2013年
- 境界的彼方（女學生）
- 東京闇鴉（女服務生、女子B、後輩女子B）
- 星光少女 彩虹舞台（客2）
- 神奇寶貝超級願望 Season 2 EpisodeN（咩利羊）

2014年
- Aikatsu！偶像活動！（冰上梓）
- 東京ESP（母親）
- Happiness Charge 光之美少女！（高野蕾、惠理、園童）
- 目隱都市的演繹者（小學老師）

2015年
- 境界之輪迴（女學生）
- K RETURN OF KINGS（綠之氏族）
- （頂尖偶像 弗羅倫斯）

2016年
- 宇宙巡警露露子（老大的老婆）
- 為美好的世界獻上祝福！（公會女服務生、女性A、店員、冒險者、魔法使、女魔法使、魔女）
- ViVid Strike！（キャリー·ターセル、女播音員、同班同學、路人、女主持人、小孩）
- Fate/Grand Order -First Order-（操作員C）

2017年
- 為美好的世界獻上祝福！2（帽子魔法使、魔法使、阿克西斯教徒）
- 小魔女學園（學生）
- 不起眼女主角培育法♭
- 境界之輪迴（艾涅特的母親）
- 我的女友是個過度認真的處女bitch（靜森早夜[6]）

2018年
- 哆啦A夢（瑪莉）

2020年
- 哆啦A夢（記者）

2022年
- 飆速宅男 LIMIT BREAK（觀眾）

2023年
- 為美好的世界獻上爆焰！（套牢、冒險者）

2024年
- 為美好的世界獻上祝福！3（冒險者、王都公會職員、戴帽子的魔法使）

2025年
- Silent Witch 沉默魔女的祕密（瑟魯瑪·卡許）

### OVA
2013年
- 虹色女孩☆鑽石星路 第2話 二個天才（通行人）[注 1]

### 電影動畫
2010年
- 劇場版 閃電十一人：最強軍團王牙來襲（放送廣播）

2014年
- 劇場版  Happiness Charge 光之美少女！人偶之國的芭蕾舞女（紡的朋友）

2016年
- 謝謝你，在世界角落中找到我

2019年
- 劇場版 為美好的世界獻上祝福！紅傳說（套牢[7]）

### 遊戲
2012年
- 銀河遊騎兵（女子隊員）
- 勇氣默示錄：Flying Fairy

2013年
- 勇氣默示錄：For the Sequel

2014年
- 俺塔 -Over Legend Endless Tower-（日语：俺タワー -Over Legend Endless Tower-）（粉絲[8]、巴爾）

2015年
- Aikatsu！偶像活動！ My No.1 Stage!（二階堂麗）
- 我家公主最可愛（鳥居姬）
- 魔女異聞錄：伊絲塔利亞傳說（清姬）
- 新約Arcana Slayer（埃斯梅拉達）
- 千姬大亂鬥（銀狐[9]）
- 魔物娘☆後宮（日语：モン娘☆は〜れむ）（賽莉絲妲[10]、艾露露恩、雪莉）

2016年
- Ensemble Girls!!（日语：あんさんぶるガールズ!）（瀨川楓[11]）
- 逆轉裁判6
- 問答RPG 魔法使與黑貓維茲（プリュム·ノワラン）
- SOUL REVERSE ZERO（賽諾維亞、梅芙、莎芙）

2017年
- 小魔女學園 時空魔法與七大不可思議（菈傑妮[12]）

### 有聲書
- 殺了編輯長（朗讀）
- 怕寂寞的蘿莉吸血鬼（日语：さびしがりやのロリフェラトゥ）（塞格蕭拉）

### 外語配音
※除了表格的作品之外，依英文名稱及英文原名排序。

#### 電影
| 作品年份 | 作品名稱       | 配演角色 | 演員          | 媒介    |
| -------- | -------------- | -------- | ------------- | ------- |
| 2015     | 愛要有你才完美 | 柯麗特   | 吉亞·加茲斯比 | DVD版本 |

#### 動畫
- 腦筋急轉彎（時髦女子）
- 滑稽玩偶 (2015年電視動畫)（英语：Popples (2015 TV series)）（薩尼、佩妮）

### 旁白
NHK系列
- Heart Net TV（日语：ハートネットTV）（遊戲障礙第1回：▽“病”…？，NHK教育）
- 漫步在世界街道（日语：世界ふれあい街歩き）（NHK）

### 舞台
- 雨、稀晴。（我）
- 81PRODUCE Presents新手聆聽公演 聲瞬 -SEISHUN-[13]
  - 塔（上原）
- 僕拒（母）

## 腳註

## 外部連結
- 81 Produce公式官網的聲優簡介 （页面存档备份，存于） （日語）
- 長谷美希的X（前Twitter） （日語）